# Refuge de l'Onda
Le refuge de l'Onda est un refuge situé en Corse dans le massif du Monte Rotondo sous le Monte d'Oro près de Bocca d'Oreccia.

## Caractéristiques
Le refuge est installé à 1 430 m d'altitude, en léger surplomb des bergeries du même nom. Une grande zone de bivouac est disponible car le site est partagé par l'exploitation agricole ovine, où les produits de l'élevage sont proposés aux randonneurs. Il est accessible toute l'année mais, comme les autres refuges du GR20, il n'est gardé que de mai/juin jusqu'à septembre/octobre. Les dates d'ouverture et de fermeture n'étant pas définies à l'avance, il faut se renseigner sur le site du parc naturel régional de Corse pour obtenir les informations exactes.

## Historique
Ce « refuge de Londa » a été aménagé par le parc naturel régional de Corse dès 1977 avec une capacité de 16 places, le gardiennage étant assuré par la bergerie voisine.

## Accès
C'est le huitième refuge (dans le sens sud-nord) présent sur le GR20. Le refuge précédent (au sud) sur le GR20 est l'aire  de bivouac de Vizzavona. Le refuge suivant (au nord) sur le GR20 est le refuge de Petra Piana.

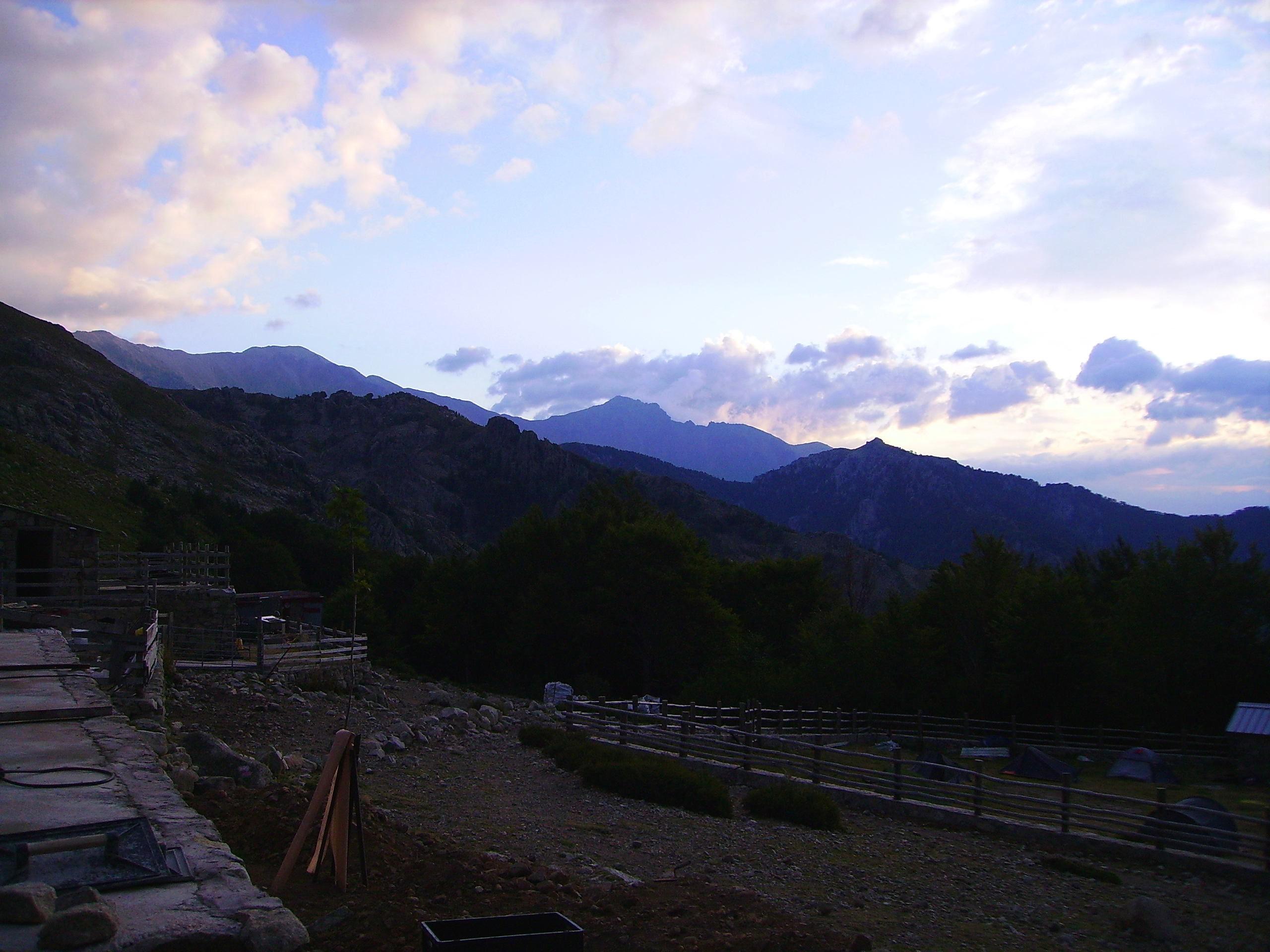
Le Monte Cardo depuis le refuge de l'Onda